# José Olvera Acevedo
José Marco Antonio Olvera Acevedo (Sombrerete, Zacatecas; 13 de junio de 1951) es un político mexicano miembro del Partido Revolucionario Institucional. Ha desempeñado distintos cargos dentro de su partido, de los cuales destacan Senador de la República, Diputado Federal, Diputado local en Zacatecas, presidente municipal de Sombrerete y candidato a la gubernatura de Zacatecas en 1998.